# Swetosław Minkow
Swetosław Konstantinow Minkow (bułg.: Светослав Константинов Минков; ur. 12 lutego 1902 w Radomirze, zm. 22 listopada 1966 w Sofii) – bułgarski pisarz, dziennikarz i felietonista. Uważany jest za twórcę nowoczesnej fantastyki w literaturze bułgarskiej.  
Wiele lat pracował jako dziennikarz, pełniąc rozmaite funkcje: jako korektor, redaktor, bibliotekarz i księgowy. Pewien czas pracował w bułgarskiej misji w Tokio. 
Wśród licznych dzieł Minkowa szczególne miejsce zajmuje tom Siniata chrizantema (Błękitna chryzantema, 1922), uważany za pierwszy przykład prozy fantastycznej w literaturze bułgarskiej. Ze względu na charakterystyczny sposób obrazowania oraz specyficzną atmosferę, zaczerpniętą w dużej mierze z dzieł twórców ekspresjonizmu niemieckiego lat 20. XX w., utwory (opowiadania i nowele) z wczesnego okresu działalności Minkowa zaliczane są do nurtu w literaturze bułgarskiej, zwanego diabolizmem.
Początkową powagę i niesamowitość z czasem w dziełach Minkowa zaczęły zastępować ironia i groteska. Utwory z lat 30. XX w., np. z tomu Kyszta pri poslednija fener (Dom przy ostatniej latarni) prezentują zdeformowaną rzeczywistość, często jednak są doprawione absurdalnym poczuciem humoru stanowiąc satyryczny komentarz do sytuacji społecznej i politycznej kraju (zob. np. Dama o przedziwnych oczach, Zdarzyło się to w Lampadeforii).
W późniejszych dziełach Minkow odszedł od fantastyki i zaczął uprawiać pisarstwo realistyczne. Szczególnie wartościowe są jego notatki z podróży, m.in. do Japonii, a także felietony, pisane z dużą werwą i dość krytyczne wobec siermiężnej rzeczywistości realnego socjalizmu.
Minkow jako pionier fantastyki w gruncie literatury bułgarskiej znalazł licznych naśladowców, którzy często naśladowali jego manierę pisania z dystansem, ironią i absurdalnym poczuciem humoru.
W przekładzie na język polski ukazały się dwa tomy opowiadań: Alchemia miłości i inne opowiadania w przekładzie H. Kality, Warszawa 1960, oraz Siła nieczysta w opracowaniu M. Wnuk i R. Sendka, Kraków 2005.